# Hammerbach (Diemel)
Der Hammerbach ist ein etwa 7,2 km langer, orografisch linker bzw. nördlicher Zufluss der Diemel im ostwestfälischen Kreis Höxter in Nordrhein-Westfalen. Sie entfließt den Südausläufern des Eggegebirges und fließt im Südteil des Naturparks Teutoburger Wald / Eggegebirge.

## Verlauf
Der Hammerbach entspringt in den Südausläufern des Eggegebirges rund 2,3 km nordwestlich des ehemaligen Klosters Hardehausen, das wiederum etwa 3 km nordnordwestlich des Warburger Stadtteils Scherfede liegt. Seine Quelle befindet sich im Wald des Max-Parpat-Hain wenige Meter südlich des Eggewegs auf etwa 397 m ü. NN.
Anfangs fließt der überwiegend südwärts gerichtete Hammerbach durch das 2002 gegründete und etwa 225 ha große Naturschutzgebiet Klippen und Felsenmeer bei Hardehausen (NSG-Nr. 318669) mit Hainsimsen- und Waldmeister-Buchenwald und Bach-Eschenwald sowie schroffen Sandsteinfelsen und Blockschuttfeldern.
Einiges nach Durchbrechen der Felsklippen und kurz nach Aufnahme eines von der Axelquelle kommenden Bächleins passiert der überwiegend durch landwirtschaftlich genutzte Flächen im von Wald gesäumtem Tal verlaufende Hammerbach an der Kreisstraße 23 auf etwa 240 m ü. NN das Kloster Hardehausen, wonach er westlich am Korintenteich vorbeifließt. Südlich davon fließt der Hammerbach durch einen Teil des 1958 gegründeten und etwa 170 ha großen Wisentgeheges Scherfede, in dem neben Wisenten auch „Weißes Rotwild“, Tarpane und Wildschweine beobachtet werden können; westlich des Geheges mündet der Schwarzbach ein. Hiernach passiert er den aus dem Jahr 1603 stammenden Hardehauser Hammerhof, der einst als Eisenhammer diente und in dem seit 2004 das Waldinformationszentrum Hammerhof eingerichtet ist.
Anschließend passiert der Hammerbach im westlich von Scherfede gelegenen Scherfede-West die Klusmühle. Dort führen nahe beieinander die Obere Ruhrtalbahn, Bundesstraße 7 und Bundesstraße 252 über den Bach, der wenig später auf etwa 190 m ü. NN in den dort etwa von Südwesten kommenden und ein Stück entlang der südlichen Naturparkgrenze fließenden Weser-Nebenflusses Diemel mündet.

## Zuflüsse
Der längste Zufluss des Hammerbachs ist der 6,2 km lange Schwarzbach. Zu den Fließgewässern im Oberlaufbereich gehört der das Gelände des Klosters Hardehausen durchfließende und etwa 2,8 km lange Alpenbach.